# Relations entre l'Arabie saoudite et l'Ukraine
Les relations entre l'Arabie saoudite et l'Ukraine se développent lorsque l'Arabie saoudite reconnaît l'indépendance de l'Ukraine, en 1992. Les relations diplomatiques entre les deux pays sont établies en avril 1993. L'Arabie saoudite possède une ambassade à Kiev. L'Ukraine dispose d'une ambassade à Riyad et d'un consulat honoraire à Djeddah.
Dans la Résolution 68/262 de l'Assemblée générale des Nations unies, l'Arabie saoudite vote en faveur de « l'intégrité territoriale de l'Ukraine » et soutient fermement l'Ukraine.

## Visites de haut niveau

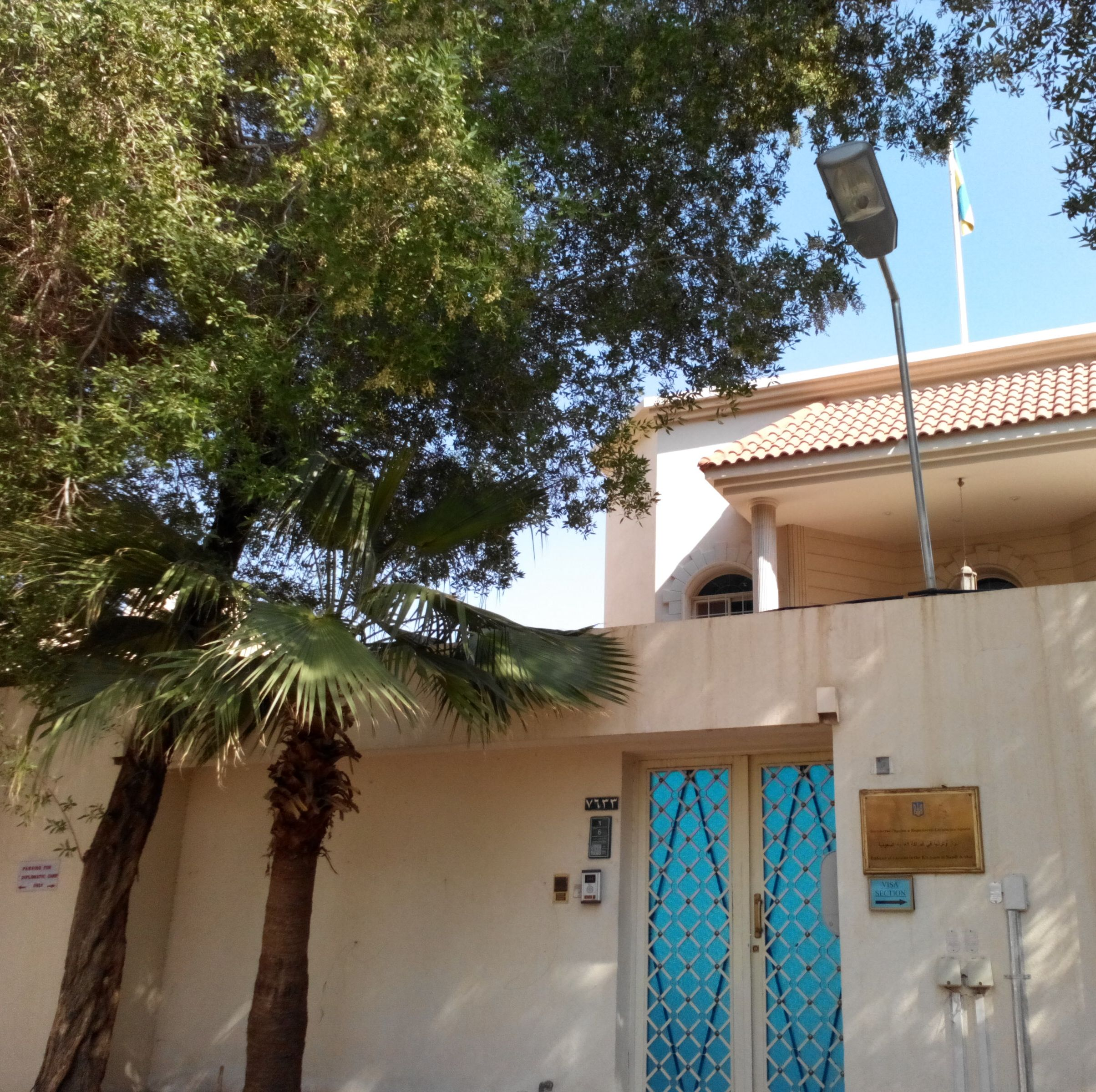
Ambassade d'Ukraine à Riyad

Les visites les plus importantes entre les deux pays :
- En janvier 2003, le président ukrainien Leonid Koutchma effectue une visite officielle en Arabie saoudite. En 2015, le président Petro Porochenko participe à la cérémonie funéraire du roi Abdallah ben Abdulaziz Al Saud[2].

## Commerce
En 2020, le commerce bilatéral s'élève à 820,9 millions de dollars.

## Tourisme
L'Ukraine promeut le tourisme en provenance des pays arabophones, notamment de l'Arabie saoudite. L'Ukraine a supprimé les visas pour les citoyens saoudiens et l'ouverture de vols directs entre les deux pays faciliterait l'essor du tourisme.

## Voir également